# Vigile pascale

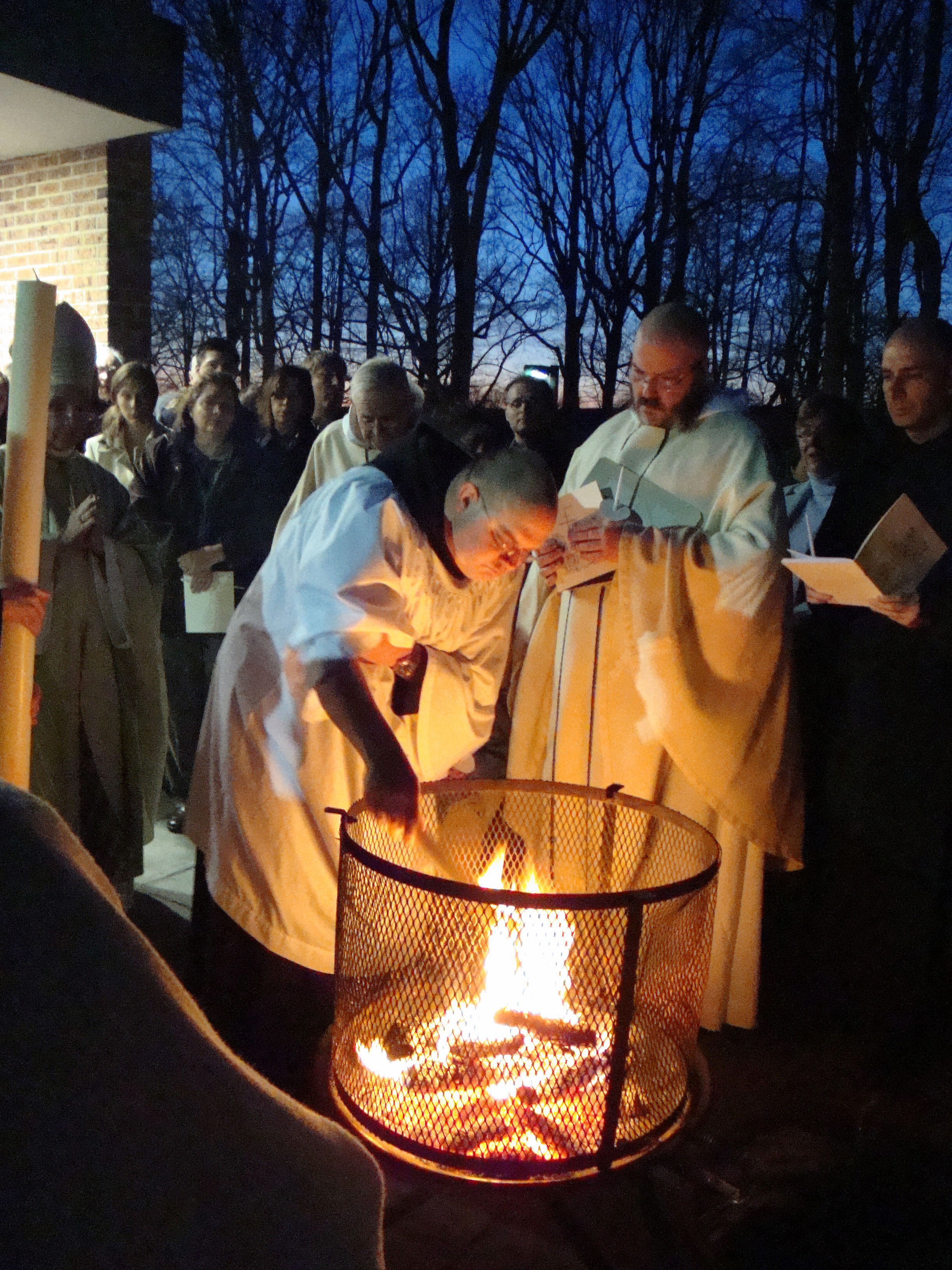
Moines bénédictins s'apprêtant à allumer le cierge pascal au début de la messe de Vigile pascale à Morristown aux États-Unis.

La Vigile pascale (ou « Veillée pascale ») inaugure la célébration liturgique de la fête de Pâques. Elle clôt le Triduum pascal et marque le début du Temps pascal. Historiquement, c'est au cours de cette liturgie qu'on célèbre le baptême des catéchumènes adultes, généralement suivi de leur confirmation. Devenus chrétiens, ils accèdent pour la première fois à la communion eucharistique. La Vigile se tient de nuit, entre le coucher du soleil du Samedi saint et le lever du soleil de Pâques.
La Vigile pascale est une veillée de prière dans l'attente du Christ ressuscité : la célébration de l'Eucharistie, qui en est le sommet, est la rencontre avec le vainqueur de la mort.
En Occident, dans les différentes Églises, la Vigile pascale est une des principales célébrations de l'année liturgique. 
Dans les Églises d'Orient — Églises orthodoxes et Église catholique de rite byzantin et autres traditions —, les cérémonies festives des Heures canoniales et de la Divine Liturgie qui sont célébrées au cours de la Vigile pascale sont les plus élaborées et les plus importantes de l'année liturgique. De nombreux croyants qui ne vont à l'église qu'une fois par an le font pour l'Office de minuit de Pâques.

## Formes les plus anciennes de la Vigile pascale
Le patriarcat arménien de Jérusalem conserve un manuscrit ancien contenant les douze lectures de la Vigile pascale originelle. La Vigile pascale arménienne conserve aussi dans son rite la lecture de l'Évangile telle qu'on pense qu'elle se pratiquait aux origines, c'est-à-dire le récit de la Passion depuis la Cène jusqu'à la Résurrection tel qu'il se trouve dans l'Évangile selon Matthieu.
Dans l'usage primitif de Jérusalem, la Vigile commençait par le psaume 118 suivi du répons : « Voici venu le jour qu'a fait le Seigneur. » Suivaient douze lectures de l'Ancien Testament avec, à la fin de chacune, sauf la dernière, une prière dite à genoux.
1. Genèse 1:1-3:24 (récit de la Création) ;
2. Genèse 22:1-18 (le sacrifice d'Abraham) ;
3. Exode 12:1-24 (les préceptes des Pâques juives) ;
4. Jonas 1:1-4:11 (l'histoire de Jonas) ;
5. Exode 14:24-15:21 (passage de la Mer des Roseaux) ;
6. Isaïe 60:1-13 (la promesse à Jérusalem) ;
7. Job 38:2-28 (réponse du Seigneur à Job) ;
8. II Rois 2:1-22 (l'assomption d'Élie) ;
9. Jérémie 31:31-34 (la nouvelle Alliance) ;
10. Josué 1:1-9 (l'entrée en Terre promise) ;
11. Ézéchiel 37:1-14 (la vallée des ossements) ;
12. Daniel 3:1-29 (l'histoire des trois jeunes hommes).

Les douze lectures se terminaient par le Chant des trois jeunes hommes qui n'était pas accompagné d'une prière à genoux mais était suivi immédiatement par le prokeimenon de la liturgie eucharistique.
Cette série de lectures constitue la forme la plus ancienne de la Vigile pascale et a eu une influence déterminante sur son évolution ultérieure.

## Églises occidentales

### Église catholique
Cet office se déroulait à l'origine dans la nuit du samedi au dimanche. C'était la « grande veillée ». Au VIIIe siècle, elle fut avancée au samedi soir. Vers le XIIe siècle, au samedi matin. Restaurée par Pie XII en 1951, elle doit être fixée de telle façon qu'elle se déroule entièrement de nuit, entre le coucher du soleil, le samedi soir, et le lever du soleil, le dimanche matin. 

#### Rituel selon les éditions 1970, 1975 et 2002 duMissel Romain
La Vigile pascale est composée de :
1. L'entrée solennelle qui comprend :
  1. La bénédiction du feu et la préparation du Cierge pascal ;
  2. la procession du Cierge pascal auquel les fidèles, une fois entrés dans l'église, allument leurs petits cierges ;
  3. l'annonce solennelle de Pâques par le diacre, à défaut par le célébrant. C'est le chant de l'Exsultet.
2. La liturgie de la parole composée de :
  1. Sept lectures de l'Ancien Testament. Chaque séquence est composé d'une lecture, d'un psaume[note 1], d'une hymne ou d'un cantique et clôturée par une oraison. Il faut en prendre au moins trois, dont la troisième :
    1. La Création (Genèse 1:1-2:2 ; psaumes 103 ou 32) ;
    2. le sacrifice d'Abraham (Genèse 22:1-18 ; psaume 15) ;
    3. le passage de la mer Rouge (Exode 14:15-15:19, cantique de Moïse inclus). Cette lecture est obligatoire ;
    4. la Jérusalem nouvelle (Isaïe 54:5-14 ; psaume 29) ;
    5. le Salut offert à tous (Isaïe 55:1-11, Isaïe 12:2-6 pour l'hymne) ;
    6. la source de la Sagesse (Baruch 3 ; 9:15-32 ; 4:1 ; psaume 18) ;
    7. le cœur nouveau et l'esprit nouveau (Ézéchiel 36:16-17a,18-28 ; psaume 41).

  2. Le chant du Gloire à Dieu. À ce moment les cloches sonnent. La légende dit qu'elles sont censées rentrer de Rome ;
  3. la prière d'ouverture (ou collecte) ;
  4. l'épître de saint Paul (Épître aux Romains 6:3-11) ; pour acclamer la Résurrection du Christ, on entonne solennellement  l'«Alléluia»  qui n'avait plus été chanté durant le Carême;
  5. l'Évangile : Les années liturgiques sont à cheval sur deux années calendaires : elles commencent avec le 1er Dimanche de l'Avent, à la fin novembre-début décembre. Elles suivent un cycle de trois ans. L'année liturgique 2022-2023 est une année A ; l'année liturgique 2023-2024 est B, l'année liturgique 2024-2025 est C, etc. : année A : Matthieu 28:1-7 ; année B : Marc 16:1-8 ; année C : Luc 24:1-12 ;
  6. l'homélie.
3. La liturgie baptismale composée de :
  1. La litanie des saints ;
  2. la bénédiction de l'eau. Si c'est l'eau baptismale et non pas seulement celle pour l'aspersion, le célébrant peut, à un moment déterminé, y plonger le Cierge pascal;
  3. les éventuels baptêmes, suivis le plus souvent de la confirmation des néophytes adultes ou adolescents ;
  4. la rénovation des promesses baptismales qui est un dialogue entre le célébrant et le peuple composée de :
    1. La renonciation à Satan ;
    2. la profession de Foi d'après le symbole des Apôtres ;
    3. l'aspersion d'eau bénite sur le peuple.

  5. l'intégration des néophytes parmi les fidèles ;
  6. la prière universelle.
4. La liturgie eucharistique. Elle se termine par une bénédiction et un envoi solennels.

#### Rituel selon l'édition 1962 duMissel Romain
- Bénédiction du feu nouveau ;
- Bénédiction du Cierge pascal ;
- Procession solennelle ;
- 1re lecture : (Genèse 1:1-31 ; 2:1-2) ;
- 2e lecture : (Exode 14:24-31 ; 12:1) ;
- Cantique : (Exode 15:1-2) ;
- 3e lecture : (Isaïe 4:1-16) ;
- Cantique : (Isaïe 5:1-2) ;
- 4e lecture : (Deutéronome 31:22-30) ;

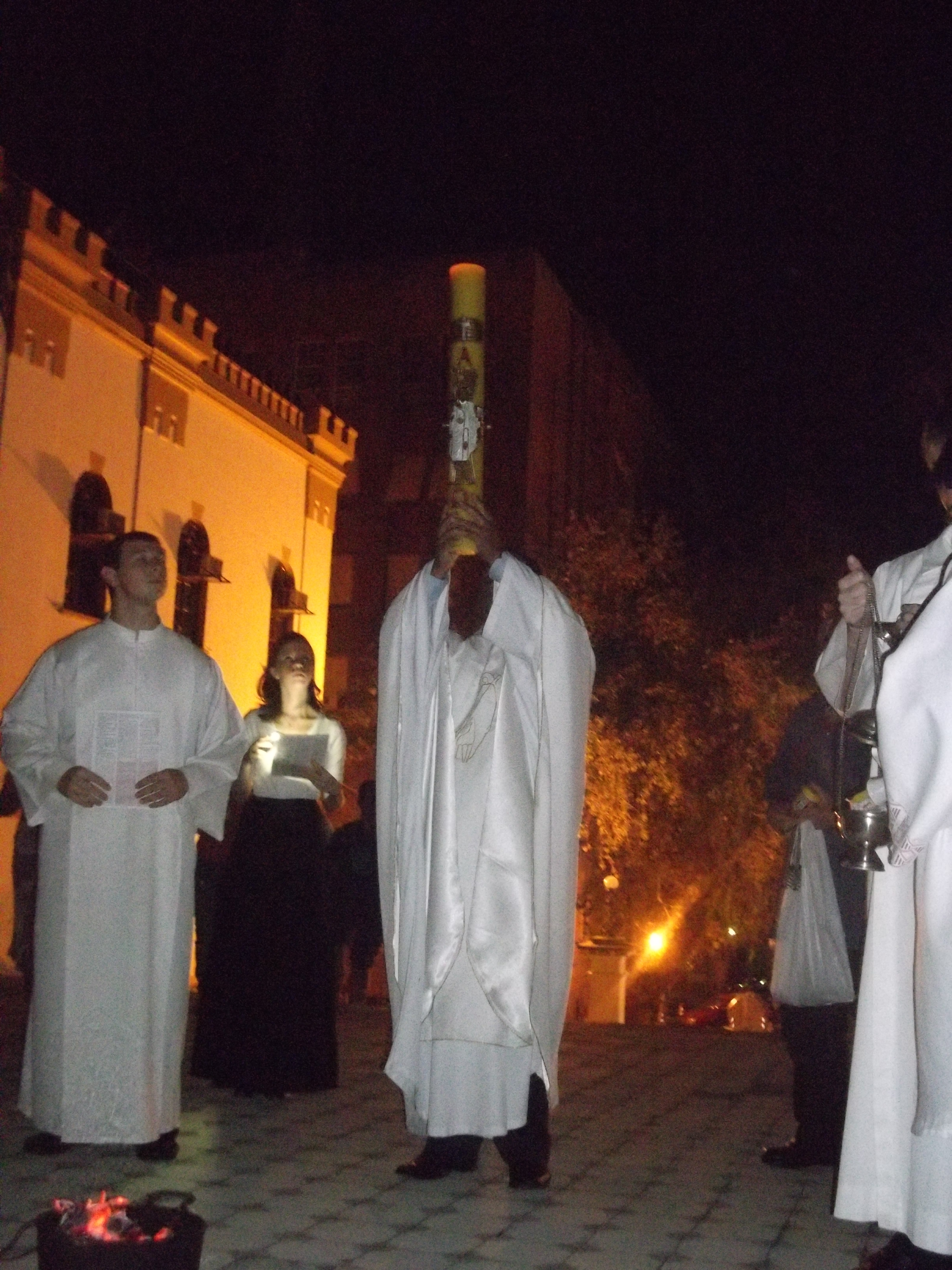
Procession du Cierge pascal à la Vigile 2013, Porto Alegre, Brésil.

- Cantique : (Deutéronome 32:1-4) ;
- Litanies des saints (1re partie) ;
- Bénédiction de l'eau baptismale ;
- Cantique : (Psaume 41:2-4) ;
- Renouvellement des promesses du baptême ;
- suite des litanies.

Messe solennelle de la Vigile :
- Épître de Paul aux Colossiens 3:1-4 ;
- Évangile selon Matthieu 28:1-7 ;
- Psaume 150 ;
- Cantique : Évangile de Luc 1:68-79.

#### Description d'ensemble
La tonalité générale de la célébration est la joie, d'abord retenue et ensuite éclatante.
Comme les jours de solennité au calendrier liturgique commencent la veille au coucher du soleil, la Vigile pascale se déroule entièrement de nuit. Elle débute à l'extérieur de l'église par la bénédiction du feu, auquel le Cierge pascal est allumé. La flamme qui l'anime symbolise l'âme du Christ, réunie à son corps dans la Gloire du Père. Il demeurera allumé tout au long du temps de Pâques, placé sur le chandelier pascal auprès de l'Ambon, jusqu'au soir de la Pentecôte.
Avec le Cierge pascal allumé porté en tête de la procession, le clergé et les fidèles entrent dans l'église dans l'obscurité. Le prêtre ou le diacre portant le cierge s'arrête trois fois pour proclamer Lumen Christi « Lumière du Christ » et l'assemblée répond Deo gratias traduit par « Nous rendons grâces à Dieu ». 
À l'entrée dans l'église, la flamme du Cierge pascal est communiquée, de proche en proche, aux petits cierges portés par chaque fidèle. Le prêtre, le diacre ou un chantre entonne alors le chant de l'Exultet (ou Paschale Praeconium). Les fidèles s'assoient pour la liturgie de la parole. (Pour le détail des lectures, voir ci-dessus). L'église est alors éclairée et chacun éteint son cierge. (Dans certains lieux, la coutume est de continuer la célébration dans la pénombre jusqu'au Gloria)
La liturgie de la parole commence par sept lectures de l'Ancien Testament, chacune suivie d'un psaume ou d'un cantique biblique et d'une oraison. Pour des raisons pastorales, les lectures peuvent être réduites à trois mais comprendront toujours celle du livre de l'Exode donnant le récit de la libération d'Israël par Dieu lors passage de la mer Rouge. Après les lectures de l'A.T., les cierges sont allumés sur l'autel, les cloches sonnent, l'orgue - très discret, voire absent depuis le début du carême - résonne et l'on entonne le Gloria in Excelsis Deo. C'est à ce moment que les statues, qui avaient pu être voilées durant le temps de la Passion, sont découvertes. Après la lecture de l'épître de Saint Paul, suivie de l'« Alleluia »,  on proclame l'évangile de la résurrection.
Après l'homélie, si des baptêmes sont prévus, on procède à la bénédiction de l'eau baptismale; sinon à celle de l'eau pour l'aspersion. Les fidèles renouvellent leurs vœux de baptême ; La liturgie de l'Eucharistie suit. L'ensemble de la Vigile doit se terminer avant l'aube.

### Communion anglicane
Bien que la Vigile pascale ne soit pas célébrée dans toute la Communion anglicane, son usage s'est répandu au cours des dernières décennies. Initialement, elle était pratiquée dans les paroisses de tradition anglo-catholique ; abandonnée après la Réforme anglaise, elle se développa de nouveau au XIXe siècle dans la lignée du mouvement d'Oxford.
Le service est assez semblable au rituel de l'Église catholique romaine. La structure générale en quatre parties est conservée :
1. Service de la lumière ;
2. Service des Enseignements ;
3. Initiation chrétienne, renouvellement des vœux de baptême ;
4. Sainte Eucharistie et Communion de Pâques.

Quelques différences avec le rituel romain actuel :
- si le baptême est administré après les lectures de l'Ancien Testament, le Gloria est chanté après les baptêmes ou les renouvellements de vœux de baptême (comme dans le rite romain traditionnel).
- Le Te Deum Laudamus ou le Pascha Nostrum peuvent être chantés en place du Gloria ;
- les passages de l'Ancien Testament lus pendant le Service des Enseignements diffère du rite catholique. Il peut y avoir jusqu'à neuf lectures (au lieu de sept).

### Église luthérienne

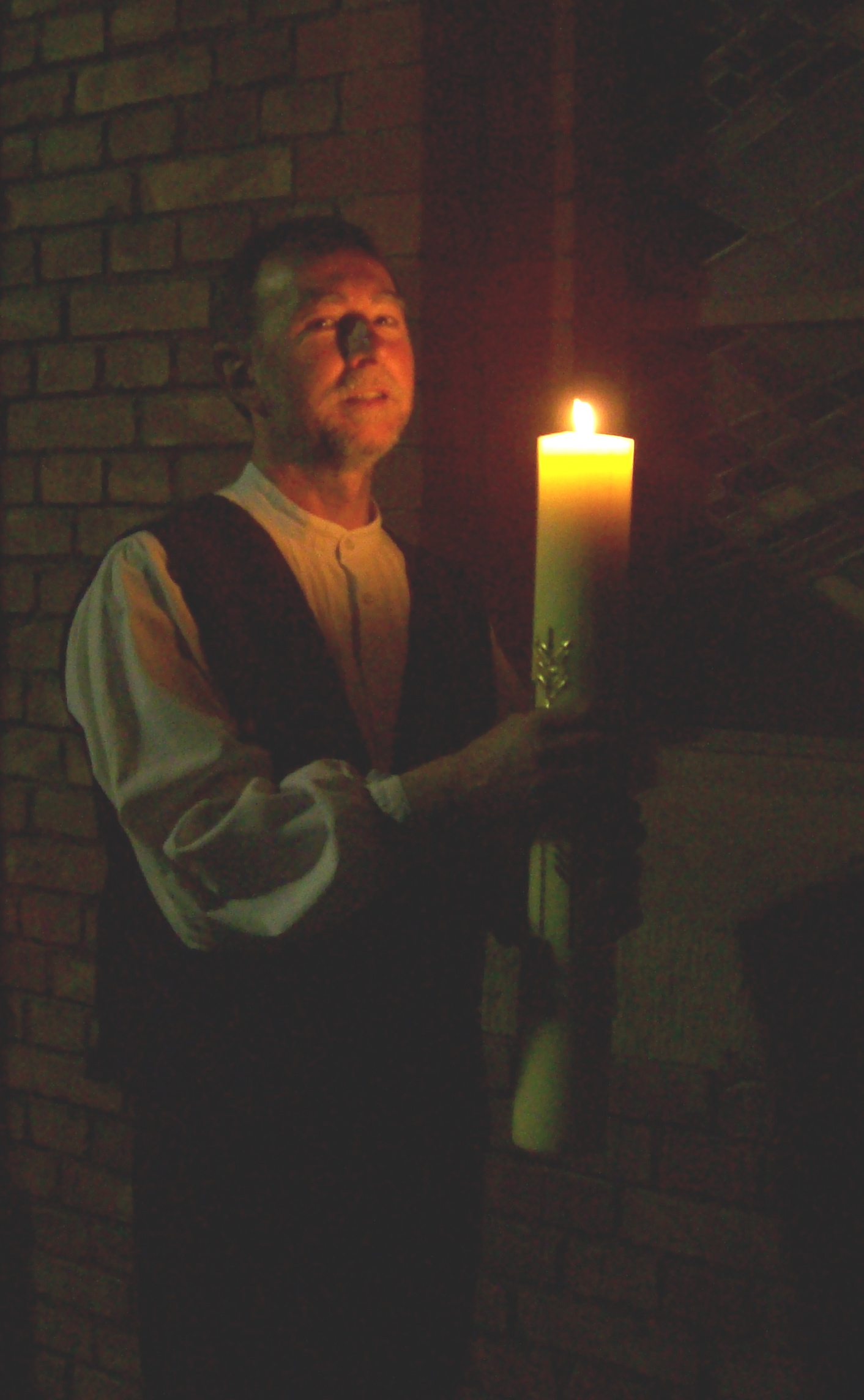
Diacre luthérien portant le Cierge pascal.

La Vigile pascale, comme la Vigile de Noël, demeura un office festif populaire de l'Église luthérienne aussi bien pendant qu'après la Réforme. Elle était souvent pratiquée aux premières heures du dimanche de Pâques. Comme dans tous les services luthériens de cette époque, la langue vernaculaire était utilisée pour les lectures en maintenant certains chants liturgiques en latin (comme le chant de l'Exultet). On élimina de l'office les éléments qui paraissaient non bibliques ou païens, comme la bénédiction du feu pascal ou des cierges. On accentua le rôle des lectures bibliques, des chants collectifs et du sermon de Pâques.
Les ravages de la guerre de Trente Ans provoquèrent un déclin de la pratique dans les Églises luthériennes allemandes ; le rationalisme du XVIIIe siècle produisit aussi une modification des coutumes religieuses. Le renouveau liturgique des Communautés luthériennes après la Première Guerre mondiale conduisit à une redécouverte de la Vigile pascale dans sa version réformée. Depuis, la Vigile pascale est réapparue dans de nombreuses paroisses allemandes et plusieurs publications en ont précisé le rituel : le plus récent agenda pour la Vigile pascale a été publié par la “Vereinigte Evangelisch-lutherische Kirche” (Église évangélique luthérienne unie) en 2008. Ce rituel est caractérisé par un grand nombre de chants grégoriens, d'hymnes de Moyen Âge et de la Réforme utilisés dans la liturgie allemande depuis des siècles.
Dans le rituel luthérien, la Vigile pascale comporte le Service de la Lumière, avec le chant de l'Exultet ; le Service des lectures, comprenant jusqu'à douze lectures de psaumes ; le Service du Baptême et de la Confirmation, avec le rappel des vœux de baptême ; le Service des prières qui inclut une litanie de Pâques et se conclut par le Service du Sacrement.

## Rite byzantin

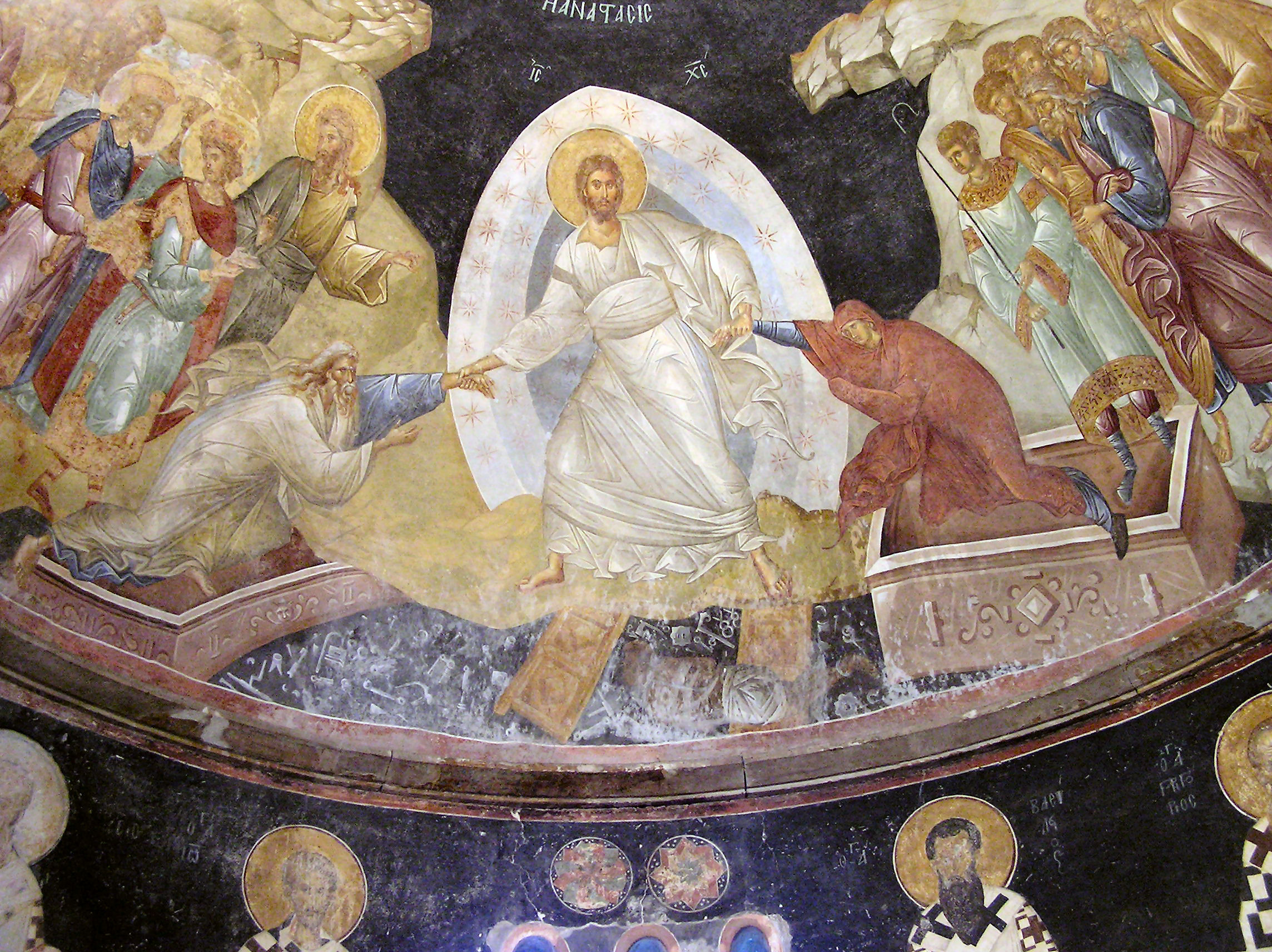
Icône orthodoxe de la Descente aux Enfers. Le Christ sort Adam de l'Hadès. Fresque du XIVe siècle, église de la Chora, (Istanbul).

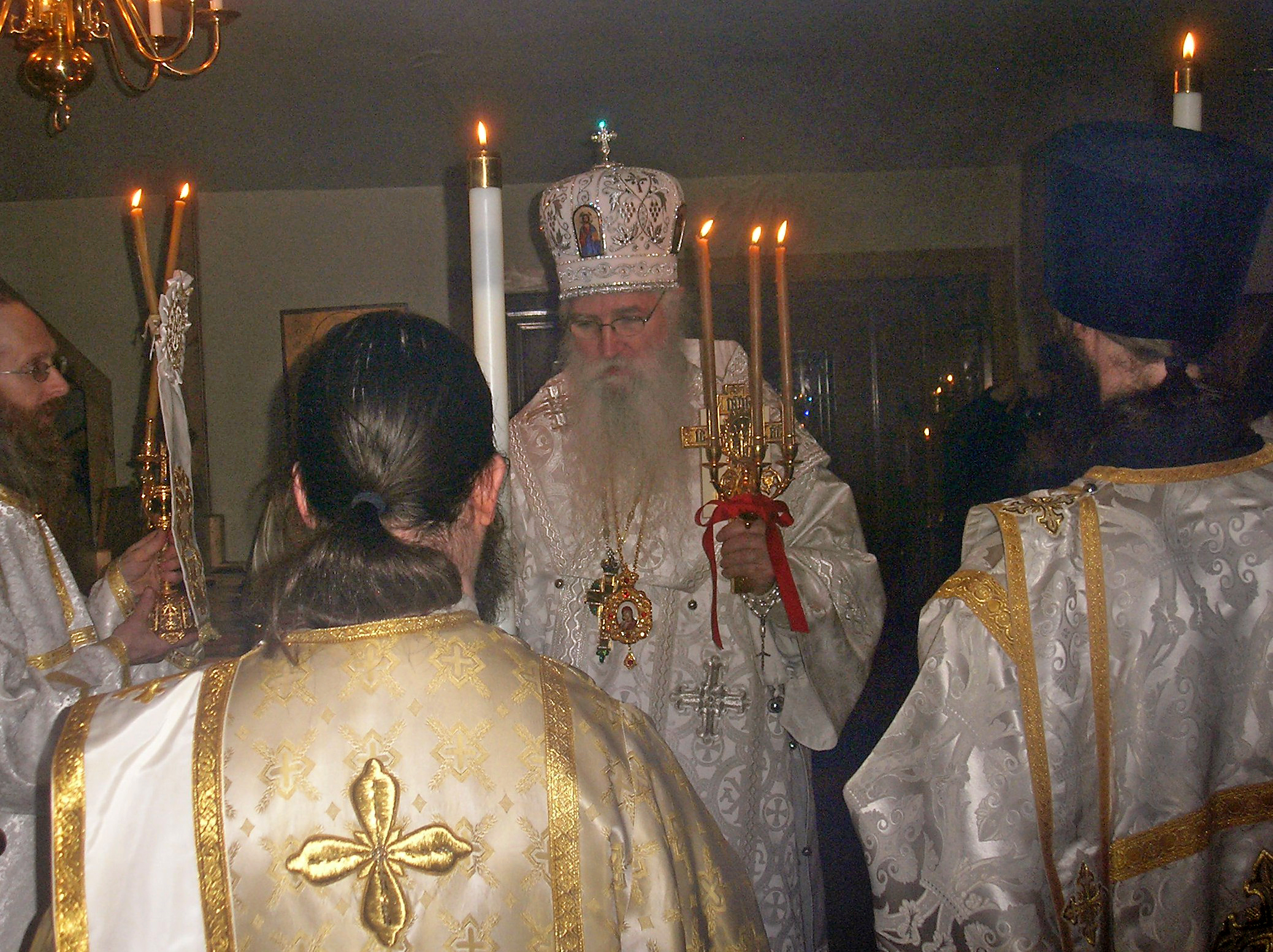
À l'Orthros pascal, l'évêque tient le trikiron pascal tandis que les diacres, face à l'évêque tiennent des cierges pascaux (Holy Cross Monastery, Wayne, Virginie-Occidentale, États-Unis).

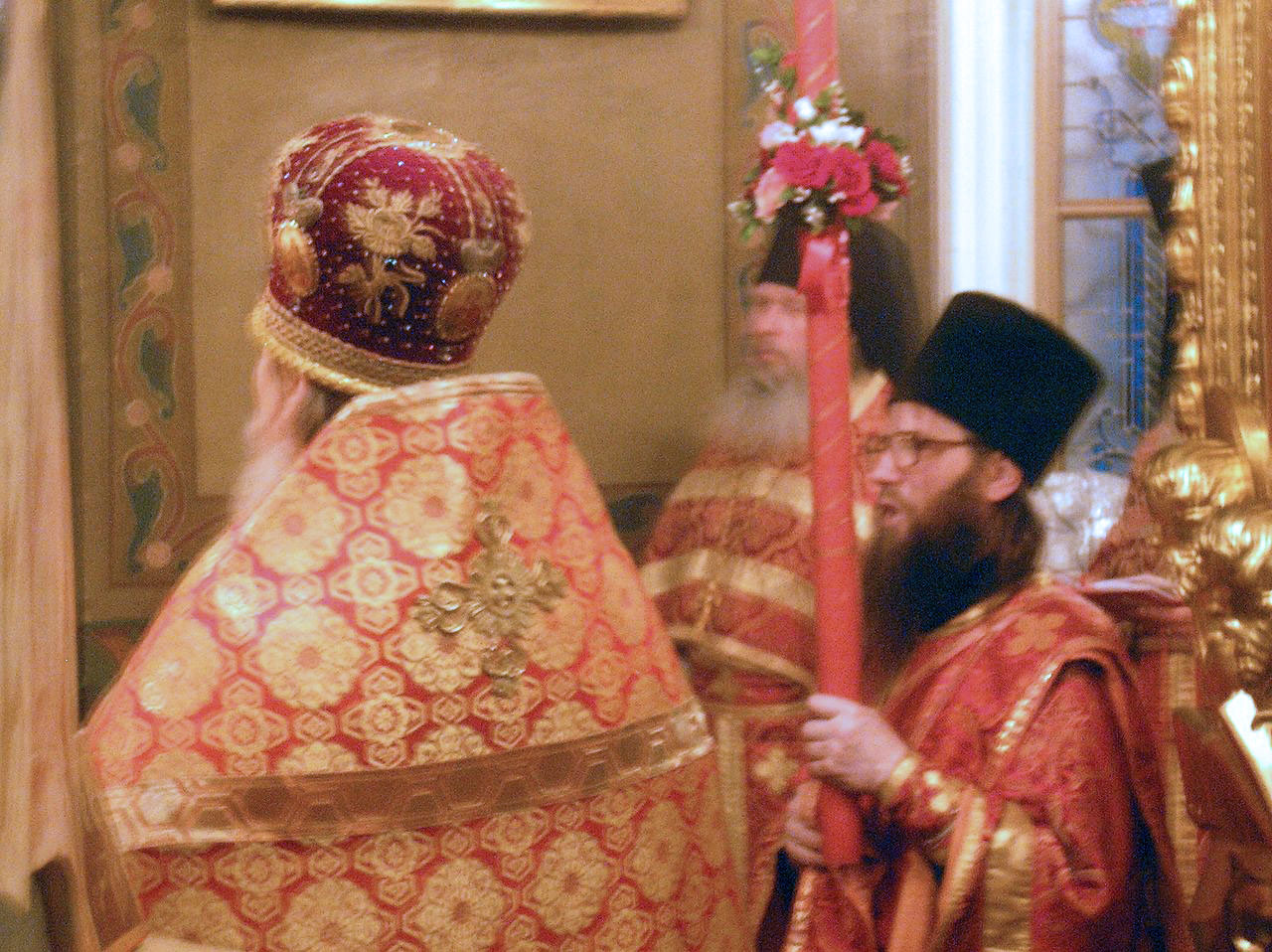
Un diacre tient un Cierge pascal diaconal rouge à l'Orthros pascal. Laure de la Trinité-Saint-Serge à Serguiev Possad, (Russie).

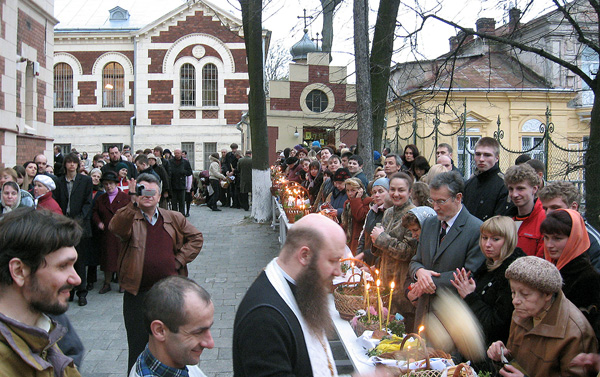
Bénédiction des œufs de Pâques à L'viv (Ukraine).

Pour la plupart des fidèles, la vigile pascale commence à minuit. Toutefois, comme la journée liturgique commence avec les Vêpres, la veillée pascale débute en réalité aux Vêpres du Samedi saint après-midi. Cette partie moins connue du service est décrite ci-dessous en premier.

### Samedi midi
La vigile pascale commence, en théorie et selon le rituel, deux heures avant le coucher du soleil. Dans la pratique, elle commence en fin de matinée par de grandes Vêpres avec la Divine Liturgie. Durant ce service, les candidats sont baptisés. Ceci, ainsi que les longues lectures de l'Ancien Testament, attestent que ce service est identique aux Vigiles pascales décrites ci-dessus pour les autres rites chrétiens et que toutes sont des développements d'une tradition commune.
Dans le rite byzantin, les lecture de l'Ancien Testament sont :
1. Genèse 1:1-13 ;
2. Isaïe 60:1-16 ;
3. Exode 12:1-11 ;
4. Jonas 1:1-4:11 ;
5. Josué 5:10-15 ;
6. Exode 13:20-15:19 ;
7. Sophonie 3:8-15 ;
8. I Rois[11] 17:8-24 ;
9. Isaïe 61:10-62:5 ;
10. Genèse 22:1-18 ;
11. Isaïe 61:1-9 ;
12. II Rois[11] 4:8-37 ;
13. Isaïe 63:11-64:5 ;
14. Jérémie 31:31-34 ;
15. Daniel 3:1-68.

Durant ces lectures, les catéchumènes sont baptisés et reçoivent la chrismation. Le rituel en est prescrit dans l'Écologe (grec : Ευχολόγιον ; slavon d'église : Требникъ) : la plupart des fidèles et le clergé demeurent dans l'église pour les lectures ; les catéchumènes sont conduits à l'arrière vers les fonts baptismaux lors du chant : « Tous ceux qui ont été baptisés en Christ ont revêtu le Christ » (chanté à la place du Trisagion).
Le service relate la Descente aux Enfers de Jésus-Christ au cours de laquelle, selon la théologie orthodoxe, les justes furent arrachés de l'Hadès et conduits au Paradis. L'Église enseigne que la Bonne Nouvelle du triomphe de Jésus sur la mort ne fut connue, à ce moment, que des défunts. La révélation n'en fut faite au vivants que lorsque sa tombe fut trouvée vide « Le premier jour de la semaine […] de grand matin, comme le soleil venait de se lever. » (Marc 16:2). Cette Vigile raconte la découverte de la tombe vide. Elle célèbre aussi la Pâque de la Loi qui eut lieu, selon l'évangile de Jean, alors que Jésus gisait dans son tombeau : les lectures comportent le récit de l'Exode d'Égypte et elle se concluent par le chant alterné du Cantique de la mer ou Cantique de Moïse (Exode 15:1-19).
Bien que ces Vêpres inaugurent le dimanche de la manière habituelle, avec des stichères résurrectionnels dans le ton Un, la fête de Pâques proprement dite commence au milieu de la nuit, au moment où le Christ s'est relevé d'entre les morts. Le texte et les rubriques du rituel pour cette liturgie du Samedi saint se trouvent dans le Triodon, le rituel du carême.
Avant la lecture de l'Évangile, à la place de l'« Alléluia » que l'on chante tout le reste de l'année, on chante un prokeimenon au cours duquel, dans la tradition russe, tous les habits, voiles et décorations de l'église sont rapidement et spectaculairement changés du noir au blanc. Un autre détail propre à cette liturgie est que le chant des Chérubins est remplacé par le chant « Que toute chair mortelle garde le silence… » extrait de la Liturgie de saint Jacques.
À Jérusalem, le Patriarche Grec Orthodoxe reçoit le Feu sacré puis célèbre la Divine Liturgie sur le lieu même où, selon la tradition et la foi, eut lieu la Résurrection du Christ.
À la fin des Vêpres, au cours d'une artoclase modifiée, du pain, du vin et des figues sont bénis et partagés entre les fidèles comme nourriture pour la suite de la fête. Ensuite le rituel demande la lecture des Actes des Apôtres qui sont, selon Jean Chrysostome, la meilleure preuve de la Résurrection. Cette lecture demeure prescrite entre les Vêpres et l'Orthros des dimanches pour toute la période de cinquante jours jusqu'à la Pentecôte. Dans les temps anciens, les fidèles demeuraient à l'église toute la nuit ; ainsi la Vigile pascale, commencée le samedi après-midi ne se terminait qu'au dimanche matin. Dans la pratique contemporaine, toutefois, il y a un intervalle de quelques heures avant le début de cette lecture.

### Samedi minuit
Voici le rituel de la Vigile pascale (avec quelques variantes locales mineures) :
1. Après la lecture des Actes des Apôtres, l'Office de minuit est servi à la « quatrième heure de la nuit »[16]. En pratique, il est programmé de façon à se terminer un peu avant minuit[17]. On y chante de nouveau le Canon du Samedi saint, puis on lit les commentaires d'Épiphane de Salamine et de Jean Chrysostome[18] ;
  1. l'Épitaphios, icône dépeignant le corps du Christ mort, est vénérée solennellement pour la dernière fois, puis elle est portée cérémonieusement jusqu'au sanctuaire et étendue sur l'autel à la fin du canon ;
  2. Après le renvoi de l'Office de minuit, toutes les lumières de l'église sont éteintes sauf la Lampe éternelle sur l'autel et tous attendent en silence et dans l'obscurité. Le Feu sacré, provenant si possible de l'église du Saint-Sépulcre à Jérusalem, est apporté dans l'église et utilisé pour ranimer la Lampe éternelle ;
2. À l'heure de l'Orthros[19], en pratique sur le coup de minuit[20], le prêtre fait le tour de l'autel en l'encensant et allume le trikirion pascal à la Lampe éternelle. Les Saintes Portes sont ouvertes. Le prêtre s'exclame : « Venez recevoir la lumière de la lumière qui n'est jamais dépassée par nuit et glorifier le Christ ressuscité d'entre les morts ! » Après cette proclamation, le prêtre s'approche de l'assemblée avec le trikirion et distribue le feu aux cierges des fidèles ;
3. On allume deux vases d'encens, un sur l'autel, l'autre au milieu de l'église. Le prêtre, muni de la Croix de bénédiction, le diacre d'un cierge diaconal, les autres prêtres du livre de l'Évangile et d'icônes de la Résurrection procèdent vers l'ouest. Ils ouvrent les portes de la nef et celles donnant sur l'extérieur. Tous, avec les fidèles sortent de l'église, et en font le tour trois fois en procession et chantant l'hymne de la Résurrection : « Les anges chantent dans les cieux Ta résurrection, Ô Christ notre Sauveur et nous, sur la terre, tâchons d'être dignes de Te glorifier d'un cœur pur. » Les cloches de l'église sonnent à toute volée. Cette procession rappelle la visite des Myrrhophores au Saint-Sépulcre. Tout au cours de la procession, le prêtre porte un chandelier à trois cierges, le Trikirion pascal et le diacre porte aussi un cierge spécial de couleur rouge. Tout au long du service, les fidèles, ainsi que les nouveaux baptisés, portent de petits cierges allumés à minuit ;
4. Devant les grand-portes de l'église, le prêtre dans une ecphonèse, donne sa bénédiction pour le début de l'Orthros (Matines). Le clergé, suivi par le peuple, entonne le Tropaire pascal, suivi des exclamations : « Christ est ressuscité ! En vérité, Il est ressuscité ! » pour la première fois du temps liturgique. Puis tous entrent dans l'église en chantant le tropaire ;
5. La suite de l'Orthros est célébré selon le rituel spécial de Pâques. Toutes les parties de l'office sont jubilatoires et pleines de lumière. Le service ne comporte aucune lecture : tout y est chanté joyeusement. Pendant le canon, les prêtres encensent l'église et échangent des vœux pascaux avec les fidèles. À la fin de l'Orthros, on proclame l'homélie pascale de Jean Chrysostome ;
6. Des œufs de Pâques peints de rouge sont bénis et généralement distribués au peuple en signe de rupture du jeûne du grand carême ;
7. On célèbre selon la coutume les Heures pascales, complètement différentes des Petites Heures du reste de l'année ;
8. On sert la Divine Liturgie de Jean Chrysostome comme d'habitude, mais avec des modifications propres au Temps pascal ;
9. À la fin du service, l'Artos pascal, une grande miche de pain levé représentant le Christ ressuscité, est bénite. Elle est disposée près de l'icône de la Résurrection et vénérée par les fidèles. Elle est portée en procession tout au long de la Semaine radieuse ;
10. Les paniers contenant les nourritures festives pour les célébrations qui suivent sont aspergés d'eau bénite.

Le service de la Vigile pascale s'achève vers trois ou quatre heures du matin. Il n'y a aucun service le dimanche matin, toutes les célébrations ayant été faites au cours de la Vigile pascale. Le dimanche soir se tiennent les Vêpres pascales où l'on chante l'évangile de Jean 20:19-25 dans plusieurs langues (ce service est appelé Vêpres d'Amour dans plusieurs traditions).
La semaine commençant le Dimanche de Pâques est appelée Semaine radieuse et est considérée comme un jour de prières continu. Les Saintes Portes, demeurent ouvertes depuis la minuit des Vigiles pascales et tout au long de la Semaine radieuse. Les particularités du service pascal continuent tout au long de cette semaine. Après le service, il y a une procession autour de l'église chaque jour. Aucun jeûne n'est prescrit au cours de la Semaine radieuse, même les mercredis et vendredis où des restrictions sont de rigueur tout le reste de l'année.